# Liste des intendants d'Alsace
L'intendance d'Alsace est la circonscription des intendants de la province d'Alsace, leur siège est à Brisach en 1639 puis à Strasbourg à partir de 1682.
Les intendants de police, justice et finances sont créés en 1635 par un édit de Louis XIII, à la demande de Richelieu pour mieux contrôler l'administration locale.

## Liste des intendants d'Alsace
| Date        | Nom |
| ----------- | --- |
| 1655 - 1662 | Charles Colbert de Croissy (1625 ou 5 août 1629-26 juillet 1696 marquis de Croissy conseiller au parlement de Metz le 9 mai 1656, nommé auparavant intendant des finances et de la police par Mazarin pour la Haute et Basse Alsace. Le Conseil souverain d'Alsace situé à Ensisheim est créé par un édit de septembre 1657. Un édit du 26 septembre 1658 nomme les commissaires de ce Conseil souverain et désigne Charles Colbert de Vandières, marquis de Croissy, comme premier président. Charles Colbert, seigneur de Saint-Marc, est désigné comme procureur général de ce conseil. En novembre 1661, il est pourvu de la quatrième charge de président à mortier du parlement de Metz où il est reçu le 14 février 1662. Il quitte alors son poste d'intendant d'Alsace. |
| 1662 - 1670 | Charles Colbert de Saint-Marc (6 août 1619-4 avril 1722) lieutenant au bailliage et siège présidial de Reims. Il est nommé le 26 septembre 1658 procureur général au Conseil souverain d'Alsace. Il obtient une charge de conseiller au parlement de Metz en novembre 1661 où il est reçu le 21 février 1662. Il remplace son cousin à l'intendance d'Alsace à la fin de 1662. Il quitte l'intendance d'Alsace en 1670 pour s'installer à Metz où il est reçu président à mortier de son parlement le 21 juin 1675. En 1714 il demande de présider la chambre tournelle au lieu de la grand chambre à cause de son âge. Il meurt en fonction à 103 ans |
| 1670 - 1673 | Mathias Poncet de la Rivière (-20 août 1693) comte d'Ablis, seigneur de la Rivière et de Boussinghen, baron de Presle. Frère de Michel Poncet de la Rivière, évêque d'Uzès, père de Michel Poncet de la Rivière, évêque d'Angers conseiller au parlement de Paris le 30 août 1658, conseiller du roi en ses conseils d'État et privé, maître des requêtes ordinaire de son Hôtel en mars 1665, intendant de justice, police, finances et des troupes dans la Haute et Basse Alsace, pays du Suntgau, Brisgau, et terres adjacentes, puis intendant à Metz (juillet 1673-1674), intendant du Berry (août 1674-1682), il est nommé président du Grand Conseil le 11 septembre 1676, puis intendant à Limoges (1683-1684) |
| 1674 - 1698 | Jacques de La Grange (11 novembre 1643-) seigneur de Trianon Commissaire des guerres en Flandre, il est nommé où, pendant trois ans, commissaire des guerres, il fait fonction d'intendant d'Alsace. Il remplace à l'armée du Rhin, en 1693, le précédent intendant d'armée, renvoyé sur les plaintes du maréchal de Lorges. Nommé par Louvois pour reprendre en main l'administration. Bien qu'associé au clan Le Tellier, il est révoqué par Louis Le Tellier, marquis de Barbezieux, secrétaire d'État de la Guerre |
| 1698 - 1700 | Claude de La Fond (-23 avril 1719) sieur de La Beuvrière, La Ferté-Gilbert et Limery conseiller d'État et maître des requêtes ordinaire. intendant de Franche-Comté (1683-1698) avant d'être nommé intendant d'Alsace |
| 1700 - 1715 | Félix Le Peletier de La Houssaye (25 mars 1663-20 septembre 1723) maître des requêtes, intendant à Soissons en 1694, intendant de Haute-Guyenne (1698-1700). Il est ensuite contrôleur général des finances |
| 1716 - 1724 | Nicolas Prosper Bauyn d'Angervilliers (1675-15 février 1740) intendant à Alençon (1704-1705), intendant du Dauphiné (1705-1716), puis intendant de Paris (1724-1728), ministre de la guerre (1728-1740) |
| 1724 - 1728 | Achille-Auguste de Harlay de Bonneuil (4 février 1679-27 décembre 1739) comte de Cély conseiller au parlement au Parlement de Paris en 1696, maître des requêtes en 1707, intendant de Béarn (1712-1716), il est nommé le 9 octobre 1715 intendant de Metz, puis intendant de Paris en 1728 |
| 1728 - 1743 | Paul Esprit Feydeau de Brou (17 mai 1682-3 août 1767) seigneur de Brou, Prunelay, la Villeneuve et autres lieux. Conseiller au parlement de Paris, maître des Requêtes de l'Hôtel du roi, nommé à l'intendance d'Alençon le 29 septembre 1713, puis intendant de Bretagne en 1716, conseiller en tous ses conseils d'État et privé par lettres du 11 décembre 1725, puis intendant de Justice, Police et Finances, Fortifications et vivres en la généralité de Strasbourg le 14 août 1728 jusqu'en 1742, intendant de l'armée d'Alsace, sous le maréchal duc de Berwick, le 15 septembre 1733, intendant de l'armée du Rhin le 1er avril 1734 sous le même maréchal, puis sous le maréchal de Coigny le 1er mai 1735, nommé intendant de Paris le 13 octobre 1742 jusqu'en 1744, conseiller au Conseil royal des Finances le 20 novembre 1744, conseiller au Conseil des Dépêches le 13 octobre 1751, garde des sceaux de France le 27 septembre 1762, fonctions dont il se démit le 9 octobre 1763. |
| 1743 - 1744 | Julien-Louis Bidé de la Granville (4 mai 1688-15 mai 1760) seigneur de la Granville. Un de ses ancêtres a été intendant à Limoges en 1672 maître des requêtes en 1715, intendant d'Auvergne (1723-1730), intendant de Flandre (1730-1743), intendant d'armée de Westphalie, il est nommé intendant d'Alsace le 16 mars 1743, conseiller d'État semestre en 1740, puis chancelier d'Orléans en 1744 et conseiller d'État en 1750 |
| 1744 - 1750 | Barthélemy de Vanolles (10 novembre 1684-16 août 1770) Conseiller au Grand Conseil en 1707, maître des requêtes en 1722. intendant à Moulins (1729-1734), intendant de Franche-Comté (1734-1743), puis intendant de l'armée de Bavière, enfin intendant d'Alsace en 1744, conseiller d'État semestre en 1750, puis conseiller d'État en 1765 |
| 1750 - 1752 | Jean-Nicolas Mégret de Serilly (15 mars 1702-15 octobre 1752) avocat général à la Cour des Aides de Paris en 1726, maître des requêtes en 1732, intendant à Auch (1740-1743), intendant de Franche-Comté (1744-1750) avant d'être nommé intendant d'Alsace |
| 1753 - 1764 | Jacques Pineau de Lucé (1709 -1764) seigneur de Viennay président au Grand Conseil, maître des requêtes, intendant à Tours, intendant de Hainaut, puis conseiller d'État en 1761 |
| 1764 - 1777 | Louis-Guillaume de Blair de Boisemont seigneur de Boisemont, Courtemanche et autres lieux maître des requêtes, intendant à La Rochelle (1749-1755), intendant de la généralité de Valenciennes (1755-1764) |
| 1777 - 1789 | Antoine de Chaumont de la Galaizière conseiller d'État, intendant de Haute-Guyenne (1756-1758), intendant à Nancy (1758-1777) |